# Irena Matławska
Irena Matławska, z d. Koszur (ur. 27 września 1944 w Niehniewiczach, zm. 27 listopada 2023) – polska farmaceutka, wykładowczyni akademicka.

## Życiorys
W 1966 r. ukończyła farmację na Akademii Medycznej w Poznaniu, a następnie uzyskała specjalizację z zielarstwa leczniczego i technologii środków leczniczych. Po studiach została zatrudniona na tamtejszym wydziale farmaceutycznym. W 1973 obroniła pracę doktorską Związki flawonoidowe w kwiatostanach Erysimum perofskianum Fisch et Mey napisaną pod kierunkiem Zdzisława Kowalewskiego, w 1994 uzyskała na podstawie pracy Związki flawonoidowe w wybranych gatunkach z rodziny Malvaceae stopień doktora habilitowanego, w 2009 tytuł profesora. 
Od 1994 r. prowadziła wykłady w Wielkopolskiej Szkole Medycznej w Poznaniu. W latach 1997–2014 sprawował funkcję kierownika Katedry i Zakładu Farmakognozji Akademii Medycznej w Poznaniu (obecnego Uniwersytetu Medycznego w Poznaniu). W latach 2000–2014 pracowała także jako pełnomocnik rektora do spraw kontaktów z Uniwersytetami Medycznymi w Grodnie i w Witebsku. Ponadto była wieloletnim pracownikiem Wydziału Farmaceutycznego Uniwersytetu Mikołaja Kopernika. Była organizatorką Katedry i Zakładu Farmakognozji na bydgoskim Wydziale Farmaceutycznym, pełniąc w latach 2004–2014 obowiązki także kierownika tej katedry.
W 2014 przeszła na emeryturę. 
Autorka lub współautorka około 300 publikacji, 12 skryptów akademickich oraz podręcznika Farmakognozja. W swoich badaniach zajmowała się izolacją i identyfikacją flawonoidów i kwasów fenolowych oraz badaniem ich niektórych aktywności biologicznych i sposobem wykorzystania surowców roślinnych w lecznictwie.
Była członkiem grupy ds. farmakognozji przy Urzędzie Rejestracji Produktów Leczniczych, Wyrobów Medycznych i Produktów Biobójczych, członkiem zarządu i skarbnikiem Sekcji Fitoterapii Polskiego Towarzystwa Lekarskiego, członkiem Polskiego Towarzystwa Farmaceutycznego i jego sekcji historii farmacji. Od 2021 r. pełniła funkcję redaktora prowadzącego kwartalnika Sekcji Fitoterapii Polskiego Towarzystwa Lekarskiego pn. Postępy Fitoterapii'.
Odznaczona Złotym Krzyżem Zasługi (1987) i medalem za zasługi w rozwoju Witebskiego Państwowego Uniwersytetu Medycznego.
Zmarła 27 listopada 2023 r. i pochowana na cmentarzu parafialnym św. Andrzeja Apostoła przy ulicy Gospodarskiej w Poznaniu.